# Ottawan 2
Az Ottawan 2 című album a francia pop-diszkó duó 2. stúdióalbuma, melyről 3 kislemez jelent meg. Az album az osztrák album lista 18. helyéig jutott.[forrás?]

## Track lista
LP Album 

 Magyarország (Pepita SLPXL 17700)
A oldal
- Hands Up (Give Me Your Heart) 4:50
- Siesta For Two 3:58
- A.I.E. Is My Song 3:28
- Sing Along With The Juke-Box 4:00

B oldal
- Crazy Music 5:30
- It's A Top Secret 3:16
- Shubidube Love 2:50
- Doudou Rumba 3:35
- Hands Up (Instrumental) 0:43

## Külső hivatkozások
- Az album a last.fm oldalon[2]
- Az album a rateyourmusic.com oldalon[3]